# Lacey
Lacey is een plaats (city) in de Amerikaanse staat Washington, en valt bestuurlijk gezien onder Thurston County.

## Demografie
Bij de volkstelling in 2000 werd het aantal inwoners vastgesteld op 31.226.
In 2006 is het aantal inwoners door het United States Census Bureau geschat op 35.412, een stijging van 4186 (13.4%).

## Geografie
Volgens het United States Census Bureau beslaat de plaats een oppervlakte van
42,3 km², waarvan 41,3 km² land en 1,0 km² water. Lacey ligt op ongeveer 50 m boven zeeniveau.

## Plaatsen in de nabije omgeving
De onderstaande figuur toont nabijgelegen plaatsen in een straal van 16 km rond Lacey.